# Птолемејиди
Птолемејиди (или Лагиди) су македонска (хеленска) династија, која је владала Египтом од 305. п. н. е. до 30. п. н. е. .
Оснивач династије је Птолемеј, један од војсковођа Александра Великог.
После Александрове смрти 323. п. н. е. Птолемеј је именован сатрапом (намесником) Египта. Краљ Египта постаје 305. п. н. е. као краљ Птолемеј I, знан касније као
Птолемеј I Сотер („спасилац“).
Египћани брзо прихватају Птолемејиде као наследнике фараона у независном Египту.
Птолемејиди у својој новој 33. династији владају до 30. п. н. е. Сотер је за своју резиденцију изабрао Александрију, а вођење земље је поверио људима македонско-грчког порекла. Након доласка на власт покренуо је многобројне реформе у политици и религији. Основао је и Александријски музеј и Александријску библиотеку. Сотерова владавина је била просперитетна, а наставио ју је његов син Птолемеј II Филаделф који је наставио очевим стопама и Александрију претворио у седиште хеленистичке културе, а од Египта направио велику војну силу источног Средоземља.
Птолемеја II наслеђује његов син, Птолемеј III Еуергет који је након ратова са сиријским Селеукидима проширио границе од Либије до Мале Азије, Палестине и Црвеног мора, што је било и највеће територијално проширење.
Слабљење птолемејске државе почело је за време владавине Птолемеја IV Филопатора и касније Птолемеја V Епифана против којих је владао отпор самих Египћана, али и Рима који је почео да продире на исток.
Мушки чланови династије узимају име Птолемеј, а имена краљица су обично била Клеопатре, Арсиноја или Береника. Најпознатија је последња краљица Клеопатра VII, позната по својој улози у римским грађанским ратовима Јулија Цезара и Помпеја, а касније између Октавијана и Марка Антонија. Кад су Римљани окупирали Египат, Клеопатра је извршила самоубиство и тиме је завршена владавина Птолемеја али и доба хеленизма на пољу политичке историје.

## Птолемејевићи: краљеви и краљице
Датуми у заградама означавају време краљевске власти. Обично би владали заједно са својим супругама, које су им обично биле сестре. Неколико краљица је обављало краљевску дужност, а најпознатија је Клеопатра VII (51. п. н. е.—-30. п. н. е.).
- Птолемеј I Сотер (305. п. н. е.-285. п. н. е.) оженио се (вероватно) Теидом, други пут Артакамом, трећи пут Еуридиком Египатском и коначно Береником I
- Птолемеј II Филаделф (285. п. н. е.-246. п. н. е.) оженио се Арсинојом I Египатском, онда Арсинојом II; владао је заједнички са Птолемејем Сином 267. п. н. е.-259. п. н. е.)
- Птолемеј III Еуергет (246. п. н. е.-222. п. н. е.) оженио се Береником II
- Птолемеј IV Филопатор (222. п. н. е.-204. п. н. е.) оженио се Арсинојом III
- Птолемеј V Епифан (204. п. н. е.-180. п. н. е.) оженио се Клеопатром I
- Птолемеј VI Филометор (180. п. н. е.-164. п. н. е., 163. п. н. е.-145. п. н. е.) оженио се Клеопатром II, кратко владао заједно са Птолемејем Еупатором 152. п. н. е.
- Птолемеј VII (никад није владао)
- Птолемеј VIII Фискон (170. п. н. е.-163. п. н. е., 145. п. н. е.-116. п. н. е.) оженио се Клеопатром II, онда са Клеопатром III ; привремено је протеран из Александрије од стране Клеопатре II између 131. п. н. е. и 127. п. н. е., помирио се с њом 124. п. н. е.
- Клеопатра II (131. п. н. е.-127. п. н. е.), суптостављала се Птолемеју VIII
- Клеопатра III (116. п. н. е.-101. п. н. е.) владала је заједно са Птолемејем IX (116. п. н. е.-107. п. н. е.) и Птолемејем X (107. п. н. е.-101. п. н. е.)
- Птолемеј IX Латир (116. п. н. е.-107. п. н. е., 88. п. н. е.-81. п. н. е. оженио се Клеопатром IV онда Клеопатром Селеном I. Заједно влада са Клеопатром III током прве владавине
- Птолемеј X Александар I (107. п. н. е.-88. п. н. е.) оженио се Клеопатром Селеном, онда са Береником III; заједнички влада са Клеопатром III до 101. п. н. е.
- Береника III Филопатор (81. п. н. е.-80. п. н. е.)
- Птолемеј XI Александар II (80. п. н. е.) оженио се и заједнички владао са Береником III пре него што ју је убио; владао је само 19 дана после тога.
- Птолемеј XII Аулет (80. п. н. е.-58. п. н. е., 55. п. н. е.-51. п. н. е.) оженио се Клеопатром V
- Клеопатра V (58. п. н. е.-57. п. н. е.) владала је заједнички са Береником IV (58. п. н. е.-55. п. н. е.)
- Клеопатра VII (51. п. н. е.-30. п. н. е.) заједнички је владала са Птолемејем XIII (51. п. н. е.-47. п. н. е.), са Птолемејем XIV (47. п. н. е.-44. п. н. е.) и Птолемејем XV Цезарионом (44. п. н. е.-30. п. н. е.)
- Арсиноја IV (48. п. н. е.-47. п. н. е.) неуспешно се сукобљавала са Клеопатром VII

## Други чланови Птолемејске династије
- Птолемеј Кераун (умро 279. п. н. е. ) - најстарији син Птолемеја I Сотера.
- Мелеагер Македонски - краљ Македоније.
- Птолемеј Апион (умро 96. п. н. е. ) - син Птолемеја VIII. Последњи хеленистички краљ Киренаике (данашње Либије).
- Александар Хелије (рођен 40. п. н. е.) - син Марка Антонија и Клеопатре VII.
- Клеопатра Селена II (40. п. н. е.-6. н.е.) - ћерка Марка Антонија и Клеопатре VII, краљица Мавретаније.
- Птолемеј Филаделф (рођен 36. п. н. е. ) - син Марка Антонија и Клеопатре VII
- Птолемеј Мавретански (умро 40.) - син Клеопатре Селене II, унук Клеопатре VII. Краљ Мавретаније и римски савезник.
- Друзила (рођена 5. н.е.) - ћерка Клеопатре Селене II.